# نقد الحديث
يُشير نقد الحديث إلى دراسة الحديث –والذي يُعدّ نوعًا من الأدب الإسلامي رفيع الشأن، ويتألف من ما ورد عن كلام، وأفعال، والإقرار الضمني للنبي محمدصلى الله عليه وسلم
تكتسب شرعية الحديث أهميةً كبرى في الإسلام بسبب الأوامر القرآنية للمسلمين بطاعة النبي محمدصلى الله عليه وسلم، كما ورد في الآيات مثل ﴿قُلْ أَطِيعُوا اللَّهَ وَأَطِيعُوا الرَّسُولَ فَإِنْ تَوَلَّوْا فَإِنَّمَا عَلَيْهِ مَا حُمِّلَ وَعَلَيْكُمْ مَا حُمِّلْتُمْ وَإِنْ تُطِيعُوهُ تَهْتَدُوا وَمَا عَلَى الرَّسُولِ إِلَّا الْبَلَاغُ الْمُبِينُ ۝٥٤﴾، وكذلك ﴿قُلْ أَطِيعُوا اللَّهَ وَالرَّسُولَ فَإِنْ تَوَلَّوْا فَإِنَّ اللَّهَ لَا يُحِبُّ الْكَافِرِينَ ۝٣٢﴾، وأن محمدًا «أُسْوَةٌ حَسَنَةٌ لِمَنْ كَانَ يَرْجُو اللَّهَ وَالْيَوْمَ الْآخِرَ»33:21). يُؤمن التيار السائد من المسلمين بأن السُنّة –تعاليم وأعمال محمد–هي المصدر الثاني للتشريع بعد القرآن، وأنها وحي إلهي ينبغي اتّباعه، وأنها المفسرة والموضحة لما أجمله القرآن، وعلى هذا فإن «الجزء الأكبر» من قواعد الشريعة (القانون الإسلامي) مشتقٌ من الحديث.
يتّبع نقد الحديث عدة أشكال. نشأ علم الحديث ضمن العلوم الإسلامية التقليدية للتخلّص من الروايات الموضوعة وتقرير الأحاديث «الأساسية» الصحيحة الذي جُمعت في مجموعات الحديث التقليدية مثل صحيح البخاري وصحيح مسلم وموطأ الإمام مالك ومسند الإمام أحمد وسنن أبي داود وسنن ابن ماجه وسنن الترمذي وسنن النسائي وسنن البيهقي وسنن الدارمي وسنن الدارقطني. لكن يعتقد البعض أن هذه الجهود غير مكتملة. ومن بين اعتراضاتهم يُذكر وجود نسبة متزايدة من الروايات الحديثية بشكل مثير للريبة مع كل جيل؛ وأن عددًا كبيرًا من الأحاديث تناقض بعضها؛ وأن مكانة هذا النوع كمصدر أساسي للشريعة الإسلامية قد أدّى إلى وضع الأحاديث.
ويتفاوت هؤلاء النقاد بين أولئك الذين يقبلون أساليب علم الحديث ولكنهم يرون أنه ثمة حاجة إلى «تطبيق أكثر صرامة» (مثل، السلفي جمال الدين القاسمي)، وذلك بهدف تحديث الشريعة وإعادة تأسيسها؛ وأولئك الذين يؤمنون بأهمية اتباع السنّة النبوية إنما بالاقتصار على مجموعة صغيرة من الأحاديث (الأحاديث المتواترة) ذات الأساس الموثوق بما يكفي لقبولها (مثل، سيد أحمد خان في القرن التاسع عشر)؛ وأولئك الذين يُسمّون «منكري الحديث» الذين يعتقدون أن الحديث ليس جزءًا من السنة وأن ما يجب على المسلمين طاعته موجود بالكامل في القرآن (مثل، أسلم جيراجبوري وغلام أحمد بيرويز في حداثيي القرن العشرين). يُذكر أن هؤلاء النقاد «لم يحظوا بعدد كبير من الأتباع». علاوةً على ذلك، يشكك نقاد من الغرب، مثل إجناتس جولد تسيهر، وجوزيف شاخت، وجون وانسبرو، وميخائيل كوك، وباتريشيا كرون، في تاريخيتها وصحتها.

## أهمية الحديث
تتفق المذاهب والعلماء الأوائل في الشريعة الإسلامية على أهمية السنة النبوية وأساسها، حيث اعتبر بعض علماء الشريعة العمليين، المعروفين باسم أهل الرأي أن السنة النبوية مصدرًا واحدًا فقط من مصادر الشريعة العديدة –وتشمل المصادر الأخرى أفعال الخلفاء الآخرين وكبار قادة المسلمين الأوائل.
ويُنسب الفضل في عزو الأهمية الكبرى لأحاديث النبي محمد الموجودة في الشريعة/الفقه الإسلامي إلى مذهب الشافعي (767 – 820 ميلادية)، مؤسس المذهب الشافعي في الفقه.

وقد كتب الشافعي عن الأحاديث قائلًا:
«فإذا كان الحديث عن رسول الله صلى الله عليه وسلم لا مخالف له عنه، وكان يروى عمن دون رسول الله صلى الله عليه وسلم حديث يوافقه لم يزده قوة، وحديث النبي صلى الله عليه وسلم مستغن بنفسه، وإن كان يروى عمن دون رسول الله حديث يخالفه لم ألتفت إلى ما خالفه وحديث رسول الله أولى أن يؤخذ به ، ولو علِم مَن روى خلاف سنة رسول الله صلى الله عليه وسلم سنته اتبعها إن شاء الله».
 يرى عدد من العلماء (بما في ذلك جوزيف شاخت ودانيال دبليو براون) أن أهمية أحاديث محمد في الشريعة الإسلامية/الفقه لم تحظَ بإجماع الرأي في أوساط الجيل الأول من المسلمين، وهي التي نُقلت إلى من جاء بعدها من الأجيال. ويرى جوزيف شاخت أن شعور الشافعي بالحاجة إلى تأكيد وجهة نظره باستمرار في كتاباته تدلّ على أنه لم يكن مقتصرًا في ذلك على الردّ على بعض المنحرفين/الزنادقة، بل أنّ وجهة نظره لم تكن قد أصبحت مسلّمة مستقرة بعد، وأنه اضطر للعمل على تأسيسها بهذه الصورة.
ينبني الاعتقادُ بأنه على المسلمين طاعة النبي واتّباع سنته على آيات في القرآن مثل 3:32، 5:92، 24:54، 64:12. وقد ذهب الشافعي إلى أن المسلمين يجب أن يطيعوا الحديث باستخدام «أمر بسيط: بما أنّ الله قد أمر المؤمنين بطاعة الرسول، فلا بد وأنه قد أتاح لهم الوسائل للتطبيق».
وفقًا للشافعي، اعتُبرت السنة وحيًا إلهيًا، بالإضافة إلى سجلاتها (أي الأحاديث النبوية) التي تمثّل أساس القانون الإسلامي التقليدي (الشريعة)، وعدد الآيات المتعلقة بالفقه في القرآن –المصدر الأول للوحي الإلهي– قليل نسبيًا، في حين أن الحديث يقدّم توجيهات حيال كل شيءٍ، ابتداءً بتفاصيل الفروض الدينية (مثل الغُسل أو الوضوء للصلاة)، مرورًا بالأشكال الصحيحة للسلام، وليس انتهاءً بأهمية الإحسان للعبيد. وحسب ما قاله جيه إيه سي براون، «لم تُشتقّ الأنظمة المكتملة لعلم الشريعة والفقه الإسلامي بشكل أساسي من القرآن. إذ شكّلت سُنّة محمد نصًا ثانيًا، ولكنه أكثر حياةً وتفصيلًا، وهكذا فقد راح علماء المسلمين فيما بعد بالإشارة إلى النبي على أنه "صاحب الوحيين"».
لكن نقاد الحديث المتأخرين طرحوا أحيانًا حججًا شبيهةً بتلك التي قدمتها المذاهب المبكرة والمعارضة لنظرية الشافعي (مثل الاعتقاد بأن القرآن وحده هو الوحي الإلهي).

## علم الحديث
عند الكلام عن «نقد» الحديث بمعنى تنقيته من الروايات الموضوعة وترسيخ قاعدةٍ من الأحاديث الصحيحة –فقد تبنّاه علم الحديث (الذي يُسمّى كذلك «دراسات الحديث»). أصبح هذا العلم «نظامًا مكتملًا»، أو دخل «مرحلته النهائية» بعد تصنيف كتب الأحاديث في القرن الثالث الهجري، أي بعد قرن تقريبًا من وفاة الشافعي.
حظي إنشاء هذا النظام المتقن لتقييم صحة علم/نظام الروايات بأهمية في الإسلام لعدة أسباب: أن الأهمية الفائقة للسنة النبوية أصبحت محط إجماع. ومنحت مكانة الأحاديث باعتبارها مصادر أساسية للشريعة الإسلامية منحتها سلطة عظيمة كأدوات «أيديولوجية» في النزاعات السياسية/الدينية.

### تدوين الحديث
مر تدوين الحديث النبوي بمراحل متعددة ومنتظمة، فقد بدأ بعض الصحابة في تدوين الحديث في عهد النبي، وكانت هناك مجموعات من الأحاديث لعدد من الصحابة منها «الصحيفة الصادقة» لعبد الله بن عمرو بن العاص، وكان لعلي بن أبي طالب صحيفة، وكان لأنس بن مالك ولعبد الله بن عباس وعبد الله بن مسعود وجابر بن عبد الله، لكل منهم صحيفة. وقد بلَّغ الصحابة أحاديث النبي للتابعين ومن بعدهم، فحذوا حذوهم في حفظها وكتابتها حتى ازدهر عصر التدوين مع بداية القرن الثاني ونهاية القرن الأول للهجرة وأخذ تدوين الحديث يتسع ويأخذ صفة رسمية، ويصبح منهجا عاما لحفظ العلوم. وكان الدافع للتدوين هو حفظ الحديث من الاندثار بموت الأئمة الحُفَّاظ، ومن التحريف والوضع الذي بدأ يظهر، فقام الأئمة الحفاظ يجمعون ما صح عن النبي من أحاديث.
قد ورد نهي النبي محمد عن كتابة الحديث في أحاديث مرفوعة وموقوفة، كما ورد الإذن بها صريحة عن النبي. وقد حُمل النهي عن كتابة الحديث أن ذلك خاص بأول الإسلام، ليشتغلوا بحفظ القرآن ويقبلوا على دراسته من الألواح والصحف، ويكون أخذهم للحديث بالممارسة والمجالسة. وقيل: إن حديث النهي منسوخ بهذه الأحاديث، وكان النهي حين خيف اختلاطه بالقرآن فلما أمن ذلك أذن في الكتابة، وقيل : إنما نهى عن كتابة الحديث مع القرآن في صحيفة واحدة ; لئلا يختلط، فيشتبه على القارئ في صحيفة واحدة.

وبعد وفاة النبي اختلف الصحابة في تدوين الحديث، فكرهه بعضهم كعمر بن الخطاب وعبد الله بن مسعود وزيد بن ثابت وأبو موسى الأشعري وأبو سعيد الخدري، بينما رأى بعضه جوازه ومنهم علي بن أبي طالب وابنه الحسن وأنس بن مالك وعبد الله بن عمرو بن العاص. ويكاد يُجمع المؤرخون جمع الحاديث في كتب بدأ على رأس المائة من القرن الأول للهجرة، حيث أمر الخليفة عمر بن عبد العزيز العلماء بجمع الحديث وتدوينه، فكتب إلى أهل المدينة يقول : 
 فاستجاب العلماء لدعوة الخليفة، فجمع الإمام مالك الموطأ بالمدينة، وكذلك جمع أبو محمد عبد العزيز بن جريج بمكة والأوزاعي بالشام، ومعمر بن راشد باليمن، وسعيد ابن أبي عروبة وحماد بن سلمة بالبصرة، وسفيان الثوري بالكوفة، وعبد الله بن المبارك بخراسان، وهشيم بن بشير بواسط، وغير هؤلاء كثيرون. وكان منهجهم في هذا القرن جمع الأحاديث مختلطة بأقوال الصحابة وفتاوى التابعين، ويظهر ذلك بجلاء في موطأ الإمام مالك. ثم حدث طور آخر في تدوين الحديث، وهو إفراد حديث النبي خاصة وكانت تلك الخطوة على رأس المائتين، وهؤلاء الذين خطوا هذه الخطوة، منهم من جمع على المسانيد، كأحمد بن حنبل، وابن أبي شيبة وإسحاق بن راهويه وغيرهم، وأصحاب المسانيد لم يتقيَّدوا بالصحيح بل خَرَّجُوا الصحيح والحسن والضعيف. ومنهم من جمع على الأبواب الفقهية كأصحاب الكتب الستة المشهورة وهؤلاء منهم من تقيد في جمعه الأحاديث بالصحاح كالإمامين البخاري ومسلم ومنهم من لم يتقيَّد بالصحيح بل جمع الصحيح والحسن والضعيف مع التنبيه عليه أحياناً ومع عدم التنبيه أحياناً أخرى، اعتماداً على معرفة القارئ لهذه الكتب ومقدرته على النقد وتمييز الصحيح من الضعيف والمقبول من المردود وذلك مثل أصحاب السنن الأربعة: أبي داود والترمذي والنسائي وابن ماجه.